# Neznělá alveolární afrikáta
Neznělá alveolární afrikáta je souhláska, která se vyskytuje v mnoha jazycích. V mezinárodní fonetické abecedě se označuje symbolem ts, pro zdůraznění současné artikulace lze zapsat s vázacím znakem t͡s, číselné označení IPA je 103 (132), ekvivalentním symbolem v SAMPA je ts.

## Charakteristika
- Způsob artikulace: polotřená souhláska (afrikáta). Vytváří se současnou artikulací dvou hlásek – [t] a [s]. Nejprve se vytvoří krátká uzávěra (okluze), která je vzápětí uvolněna. Vzduch poté proudí úžinou (konstrikce), která se staví do proudu vzduchu, čímž vzniká šum.
- Místo artikulace: dásňová souhláska (alveolára). Uzávěra a posléze úžina se vytváří mezi jazykem a dásňovým obloukem.
- Znělost: neznělá souhláska – při artikulaci jsou hlasivky v klidu. Znělým protějškem je d͡z.
- Ústní souhláska – vzduch prochází při artikulaci ústní dutinou.
- Středová souhláska – vzduch proudí převážně přes střed jazyka spíše než přes jeho boky.
- Pulmonická egresivní hláska – vzduch je při artikulaci vytlačován z plic.

## V češtině
V češtině se tato hláska zaznamenává písmenem C, c.
Jako t͡s se vyslovuje i spojení psaného /t/ a /s/ uvnitř slov, ve kterých se již plně necítí jejich sklad, např. ve slově dětský [ˈɟɛt͡s.ki:].

## V jiných jazycích
V slovenštině je použití i zápis obdobný jak v češtině.